# Lago Reñihué
Lago Reñihué är en sjö i Chile.   Den ligger i regionen Región de Los Lagos, i den södra delen av landet, 1 000 km söder om huvudstaden Santiago de Chile. Lago Reñihué ligger 244 meter över havet. Arean är 17,3 kvadratkilometer. Den sträcker sig 7,3 kilometer i nord-sydlig riktning, och 8,0 kilometer i öst-västlig riktning.
I omgivningarna runt Lago Reñihué växer i huvudsak blandskog. Trakten runt Lago Reñihué är nära nog obefolkad, med mindre än två invånare per kvadratkilometer.